# Heliotropium benadirense
Heliotropium benadirense är en strävbladig växtart som beskrevs av Emilio Chiovenda. Heliotropium benadirense ingår i Heliotropsläktet som ingår i familjen strävbladiga växter. Inga underarter finns listade i Catalogue of Life.